# Campo Lameiro
Campo Lameiro est une commune de la province de Pontevedra en Espagne située dans la communauté autonome de Galice.
Dans la commune se trouve l'important parc archéologique de Campo Lameiro

## Autres articles
- Parc Archéologique de Campo Lameiro
- Notices d'autorité :   - VIAF
  - LCCN
  - Israël
  - WorldCat